# DN15B
DN15B este un drum național secundar din România, care leagă orașul Târgu Neamț de DN2 (și prin acesta de orașele apropiate Iași și Roman, și de DN15, prin care se face legătura cu Transilvania. DN15B traversează Munții Stânișoarei prin Pasul Petru Vodă.